# جمعیت

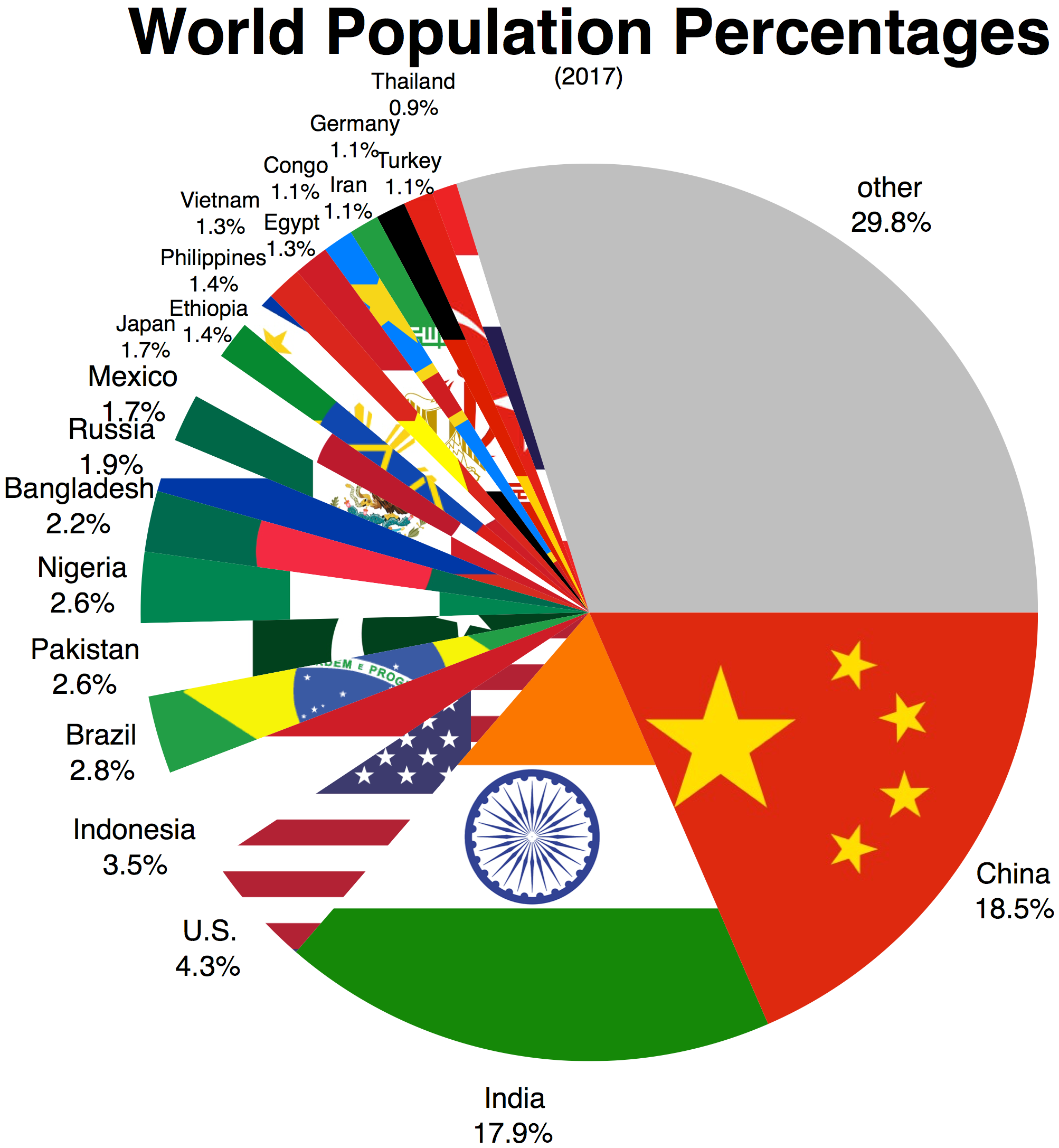
نمودار دایره‌ای از درصد جمعیت هر کشور

به مجموعهٔ افرادی از یک گونه که در یک مکان و زمان زندگی می‌کنند جَمعیَت گفته می‌شود به تعداد این افراد «اندازهٔ جمعیت» می‌گویند. جمعیت‌های مختلف می‌توانند با یکدیگر روابط زیستی برقرار کنند این روابط می‌تواند به‌طور مستقیم دو جمعیت را درگیر کند؛ مثلاً شکار و شکارچی یا به‌طور غیر مستقیم مثلاً رقابت بر سر منابع غذایی باشد علاوه بر این جمعیت و محیط نیز با یکدیگر ارتباط دارند به طوری که قدرت محیط در تأمین منابع غذایی بر اندازه جمعیت‌ها مؤثر است. معمولاً در یک جمعیت خزانه ژنی یکسان است. اندازه جمعیت تحت تأثیر عوامل مختلفی می‌تواند تغییر کند. اگر تعداد افرادی که متولد می‌شوند بیشتر از افرادی که می‌میرند باشند جمعیت افزایش و اگر تعداد افرادی که می‌میرند بیشتر باشد جمعیت کاهش می‌یابد.

## جمعیت بشر
تعداد کل انسان‌هایی است که در حال حاضر بر روی کره زمین زندگی می‌کنند. توسط سازمان ملل متحد تخمین زده شد و در اواسط نوامبر ۲۰۲۲ از مرز هشت میلیارد گذشت. حدود 12 سال طول کشید تا جمعیت از هفت میلیارد به هشت میلیارد برسد و تخمین زده می شود که 15 سال طول خواهد کشید که از هشت میلیارد به نه میلیارد برسد. رشد جمعیت  بیش از ۲۰۰۰۰۰سال از ماقبل تاریخ و تاریخ بشر گذشت تا جمعیت بشر به یک میلیارد برسد یعنی تنها بعد از ۲۱۹ سال پس از آن دوره تاریخی بود که این جمعیت به ۸ میلیارد نفر رسید.